# Тупая травма сердца
Тупая травма сердца (англ. Blunt cardiac injury) — повреждения сердца в результате тупой травмы.
Тупая травма сердца является тупой травмой грудной клетки, приводящей к ушибу мышцы миокарда, разрыву сердечной камеры или повреждению сердечного клапана. В некоторых случаях удар по передней стенке грудной клетки вызывает остановку сердца без каких-либо структурных повреждений (сотрясения сердца).

## Этимология
Тупая травма сердца возникает чаще всего в результате высокоскоростной автотравмы в момент резкого торможения при столкновении автомобиля с препятствием и, как следствие, столкновения грудной клетки с рулевым колесом или рулевой колонкой.
Реже ушиб сердца развивается после падения с высоты и ударом об тупой предмет.
Совсем редко — вследствие травмы живота с генерацией вверх волны, достаточной по силе для тупого повреждения сердца.

## Патогенез
Первично-травматическое повреждение структур сердца. Возникает из-за повышения давления в полостях и сосудах сердца в результате сдавления грудной клетки, как правило, в переднезаднем направлении. Это приводит к разрывам сосудов с формированием кровоизлияний различной локализации и выраженности, разрывам сухожильных хорд и папиллярных мышц вплоть до нарушения целостности камер сердца.

## Клиническая картина
Ушиб миокарда может быть незначительным и бессимптомным, хотя может наблюдаться тахикардия. У некоторых пациентов развиваются аномалии и/или аритмии сердца.
Разрыв желудочка сердца обычно приводит к быстрому смертельному исходу, основным симптомом при этом является тампонада сердца. Тампонада вследствие разрыва предсердия может проявляться более постепенно.
Повреждение клапана сердца приводит к появлению шумов в сердце, а в некоторых случаях и к развитию сердечной недостаточности (например, одышки, лёгочных хрипов, иногда гипотензии), которая может быстро прогрессировать.
Разрыв перегородки сердца вначале может проходить бессимптомно, но позже у пациентов может развиваться сердечная недостаточность.
Сотрясение сердца изначально приводит к внезапной остановке сердца, которая является следствием удара по передней стенке грудной клетки у пациентов, которые предварительно не имели сердечных заболеваний или травматических структурных нарушений работы сердца.

## Диагностика
Эхокардиография. Ультразвуковое исследование необходимо для оценки функциональной активности сердца. Эхокардиография используется для оценки наличия и степени сердечной недостаточности, визуализации нарушений сократительной функции миокарда в определённых участках, что может указывать на локализацию травмы.

## Лечение
Пациенты с контузией миокарда, являющейся причиной нарушения проводимости, нуждаются в 24-часовом кардиомониторинге, поскольку в течение этого времени они подвержены риску появления внезапных аритмий. Лечение является, главным образом, поддерживающим (например, лечение симптоматической аритмии или сердечной недостаточности), и вмешательства требуется в редких случаях. Хирургическое вмешательство показано в редких случаях разрыва миокарда или клапанов.

## Прогноз
К жизнеугрожающим осложнениям ушиба сердца относят желудочковые нарушения ритма, тромбоз коронарной артерии и инфаркт миокарда, гипертрофию и дилатацию правого желудочка, кардиогенный шок, аневризму стенки желудочка, хроническую сердечную недостаточность.